# Vắc-xin uốn ván
Vắc-xin uốn ván (Tetanus vaccine), còn được gọi là giải độc tố uốn ván (tetanus toxoid:TT), là một loại vắc-xin vô hoạt (vắc xin chết) được sử dụng để ngăn ngừa uốn ván. Trong thời thơ ấu năm liều được khuyến cáo, và một liều thứ sáu trong thời niên thiếu. Liều bổ sung mỗi 10 năm được khuyến cáo. Sau ba liều hầu hết tất cả mọi người điều được miễn dịch ban đầu. Ở những người không được chủng ngừa định kỳ bệnh uốn ván, cần phải tiêm ngay trong vòng 48 giờ sau khi bị thương. Vắc-xin cũng được khuyến cáo ở những người có nguy cơ cao bị thương, những người không được chủng ngừa đầy đủ chất kháng độc uốn ván. Phụ nữ mang thai cần được chủng ngừa uốn ván định kỳ, và nếu không được tiêm chủng trẻ có thể bị uốn ván sơ sinh.
Vắc-xin rất an toàn kể cả trong thời kỳ mang thai và ở những người có HIV/AIDS. Đỏ và đau tại chỗ tiêm xảy ra ở giữa 25% và 85%. Sốt, cảm giác mệt mỏi và đau cơ nhẹ xảy ra ở dưới 10% số người.  Phản ứng dị ứng nặng xảy ra ở dưới 100.000 người.
Phối hợp vắc-xin bao gồm vắc-xin uốn ván như DTaP và Tdap chứa vắc xin bạch hầu, uốn ván và ho gà và DT và Td chứa vắc-xin bạch hầu và uốn ván. DTaP và DT được tiêm cho trẻ dưới bảy tuổi, trong khi Tdap và Td được tiêm cho những trẻ từ bảy tuổi trở lên. Chữ thường d và p biểu thị nồng độ nhỏ hơn của độc tố bạch hầu và kháng nguyên ho gà.
Vắc-xin uốn ván được phát triển vào năm 1924 và đã có mặt tại Hoa Kỳ vào những năm 1940. Việc chủng ngừa vắc-xin đã làm giảm 95% tỷ lệ uốn ván. Vắc xin nằm trong Danh sách các loại thuốc thiết yếu của Tổ chức Y tế Thế giới, các loại thuốc hiệu quả và an toàn nhất cần thiết trong hệ thống y tế. Chi phí thị trường ở các nước đang phát triển là từ 0,17 đến 0,65 USD / liều tính đến năm 2014. Tại Hoa Kỳ, một vắc-xin uốn ván có giá từ 25 đến 50 USD.